# Simeprevir
Simeprevir, được bán dưới tên thương mại là Olysio cùng một số tên khác, là một loại thuốc được sử dụng kết hợp với các thuốc khác để điều trị viêm gan C. Thuốc được đặc biệt được sử dụng cho viêm gan kiểu gen C1 và 4. Các loại thuốc được sử dụng kết hợp bao gồm sofosbuvir hoặc ribavirin và peginterferon-alfa. Tỷ lệ chữa bệnh là từ 80 đến 90%. Chúng cũng có thể được sử dụng ở những người đang nhiễm HIV/AIDS. Chúng được dùng bằng đường uống một lần mỗi ngày trong thời gian là 12 tuần.
Các tác dụng phụ thường gặp bao gồm cảm thấy mệt mỏi, nhức đầu, phát ban, ngứa ngáy và nhạy cảm với ánh sáng mặt trời. [1] Ở những người bị nhiễm viêm gan B trước đó, bệnh có thể diễn biến trở lại. Thuốc không được khuyến cáo ở những người đang có vấn đề đáng kể về gan. Nếu sử dụng cùng với ribavirin trong khi mang thai thì có thể gây hại cho em bé, trường hợp dùng với sofosbuvir thì vẫn chưa rõ ràng. Simeprevir là một chất ức chế protease HCV.
Simeprevir được phát triển bởi Medivir AB và Janssen Pharmaceutica. Thuốc đã được chấp thuận cho sử dụng y tế tại Hoa Kỳ vào năm 2013. Simeprevir nằm trong danh sách các thuốc thiết yếu của Tổ chức Y tế Thế giới, tức là nhóm các loại thuốc hiệu quả và an toàn nhất cần thiết trong một hệ thống y tế. Chúng không có sẵn dưới dạng thuốc gốc tính đến năm 2015. Tại Vương quốc Anh, một đợt điều trị kết hợp với ribavirin và peginterferon-alfa có giá khoảng £ 29.700 vào năm 2015. Tại Hoa Kỳ, một đợt điều trị với sofosbuvir là hơn 171.000 đô la Mỹ vào năm 2015 với simeprevir thành phần có giá là 66.360 đô la Mỹ.